# روبرت إل. رايس
روبرت إل. رايس (بالإنجليزية: Robert L. Rice)‏ هو شخصية أعمال أمريكي، ولد في 15 أغسطس 1929 في فارمنغتون في الولايات المتحدة، وتوفي في 30 أغسطس 2007 في سولت ليك في الولايات المتحدة.